# Карпатський землетрус (1940)
Карпатський землетрус 1940 року — землетрус, що відбувся 10 листопада 1940 року на північному сході Румунії у зоні Вранча. Цю подію також називають бухарестським землетрусом 1940 року або землетрусом у зоні Вранча 1940 року.

## Історія
22 жовтня 1940 року у Молдові відбувся невеликий землетрус, що спричинив ушкодження будинків у місті Кишинів. У наступні дні більше ознак майбутньої трагедії не було. Почався землетрус о 3 годині 39 хвилин за бухарестським часом, тривав близько 3 хвилин і мав два яскраво виражених поштовхи. За дві хвилини хвиля поштовхів дійшла до Кишинева та Одеси. В Одесі у квартирах гойдалися лампи, падали вази та інші предмети. В обсерваторії зупинилися всі годинники. У стінах багатьох будинків з'явилися тріщини. Населення вийшло на вулиці. У деяких будинках обвалилися стіни, балкони, карнизи. У капітальній стіні готелю «Москва» утворилися тріщини. Вагони на залізниці мимовільно рухалися. Далі на північ поштовхи було відчутно по лінії Варшава-Львів-Київ-Харків-Москва. Апаратура зафіксувала коливання земної кори у Ленінграді. На півдні землетрус було відчутно аж у Греції.
Гіпоцентр землетрусу знаходився на глибині близько 133 км у повіті Вранча. Площа ураження становила 85 тис. км², загальна площа коливань становила понад 2 млн км². область землетрусу мала форму овалу, довжина якого склала 100—150 км. Цей овал простягався вздовж південно-східного вигину Карпатських гір.
Загинуло близько тисячі осіб, близько 4 тисяч отримали поранення. Жертви були в основному в Румунії. 300 осіб загинуло в Бухаресті, де повністю завалився елітний 14-поверховий житловий блок Карлтона. У блоці Карлтона мешкали визначні особи держави. Так як землетрус стався уночі майже всі мешканці були вдома та спали. Загинуло 140 (за іншими даними 220) мешканців будинку. Більшість мешканців згоріло заживо в пожежі, що виникла в результаті загоряння гасу, який витік з резервуару для опалювання будинку. За свідченнями очевидців, вижив охоронець, який вийшов подихати свіжим повітрям на дах. Постраждали також десятки інших багатоповерхових будинків.
У сільських районах Румунії з переважно одноповерховою дерев'яною забудовою жертв було відносно небагато. Тим часом, як писали в своїх хроніках історики, під час землетрусу 1940 року, селяни спостерігали в епіцентрі дивні оптичні явища — світіння ґрунту і гірських вершин. Спостерігалося також світіння, переважно червоного відтінку, ліній зв'язку та електропередач.